# メキツァ
メキツァ(Мекица)は、ヨーグルトを練りこんだパン生地を油で揚げたブルガリア料理である。小麦粉、卵、ヨーグルト、膨張剤、水、塩、油が材料で、ジャムかシレネチーズを添えて食べられる。朝食時には砂糖か蜂蜜をかけるか、ヨーグルトとともに食べることもある。ハンガリーのラーンゴシュと似ている。セルビアではmekikeと呼ばれる。伝統的に朝食として食べられる。
生地が膨らんだら小さなボール状に丸め、円形に伸ばして油で揚げる。酵母、炭酸水素ナトリウム、牛乳またはヨーグルトを入れるレシピもある。シリストラでは、ヨーグルトと炭酸水素ナトリウムを用いる。スタラ・ザゴラ近くの村のレシピでは酵母とヨーグルトを、アイトスのレシピでは酵母と牛乳を用いる。
提供の際には、粉糖をかけたり、ジャムやシレネチーズを飾ったりする。
名前はブルガリア語で「柔らかい」という意味のmekとスラヴ語派で女性形接尾辞の-itsaに由来する。